# Robert Filmer

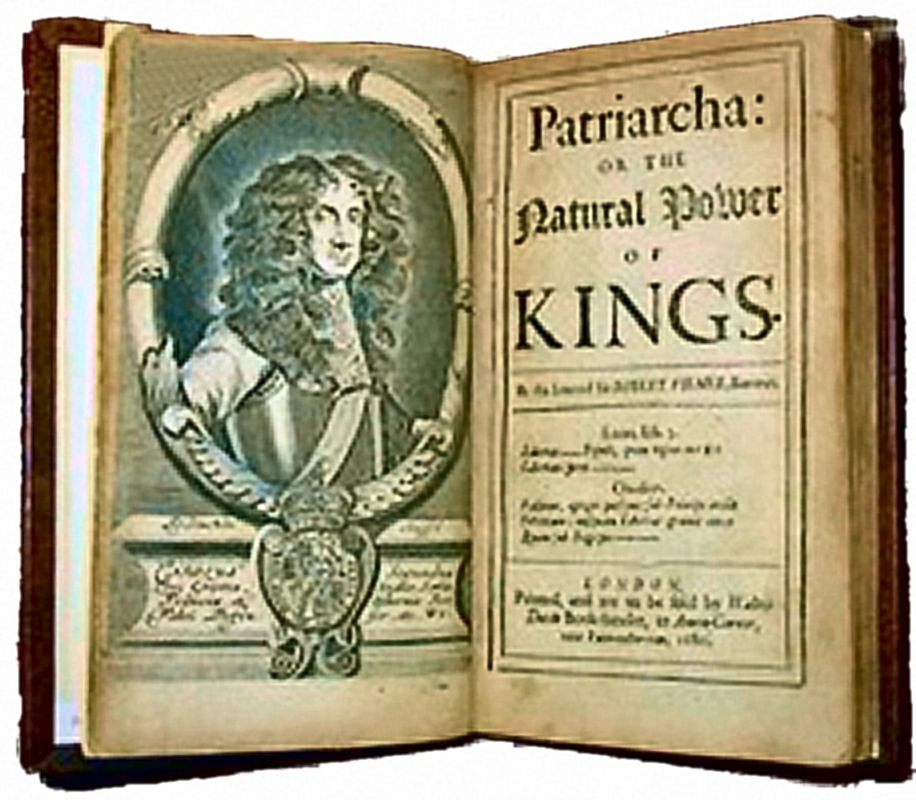
Portada del Patriarcha de Robert Filmer

Robert Filmer (1588 - 26 de maig de 1653) va ser un teòric polític i escriptor anglès del Patriarcha o El poder natural dels reis. Es va publicar en 1680, Vint anys després de la seva mort, en defensa de la doctrina del dret diví o "poder natural dels reis". J. Locke el va anomenar "el gran campió del poder absolut". Es va publicar en vigílies de la revolució de 1688, que va posar punt final a l'absolutisme dels Estuard a Anglaterra.

## Llibres
- Of the Blasphemie against the Holy Ghost (1647)
- The Free-holders Grand Inquest (1648)
- The Anarchy of a Limited or Mixed Monarchy (1648)
- The Necessity of the Absolute Power of All Kings (1648)
- Observations Concerning the Originall of Government, upon Mr Hobs Leviathan, Mr Milton against Salmasius, H. Grotius De Jure Belli (1652)
- Observations Upon Aristotles Politiques concerning Forms of Government, Together with Directions for Obedience to Gouvernors in dangerous and doubtfull times (1652)
- Patriarcha (1680)